# 亚历克斯·拉斯穆森
亚历克斯·拉斯穆森（丹麥語：Alex Rasmussen，1984年6月9日—），丹麦男子自行车运动员，2008年夏季奥林匹克运动会男子团体追逐赛银牌得主、2009年世界场地自行车锦标赛男子麦迪逊赛和男子团体追逐赛金牌得主。